# Куинджентоле
Куинджентоле (итал. Quingentole) — коммуна в Италии, располагается в регионе Ломбардия, в провинции Мантуя.
Население составляет 1228 человек (2008 г.), плотность населения составляет 88 чел./км². Занимает площадь 14 км². Почтовый индекс — 46020. Телефонный код — 0386.
Покровителем коммуны почитается святой Мавр, празднование 15 января.

## Демография
Динамика населения:

## Администрация коммуны
- Официальный сайт: http://www.comune.quingentole.mn.it/